# Ньепи
Ньепи (балийск. и индон. Nyepi) — балийский «день тишины», который отмечается каждый Исакаварса (новый год Сака) по балийскому календарю (так, в 2020 году он выпал на 25 марта).
Это индуистский праздник, в основном отмечаемый на Бали, Индонезия.
Ньепи, государственный праздник в Индонезии, является днем молчания, поста и медитации.
День, следующий за Ньепи, также отмечается как Новый год.
В этот день молодежь Бали в деревне Сесетан на юге Бали совершает церемонию омед-омедан или «ритуал поцелуев», чтобы отпраздновать Новый год.
Этот же день отмечается в Индии как Угади.

## Описание

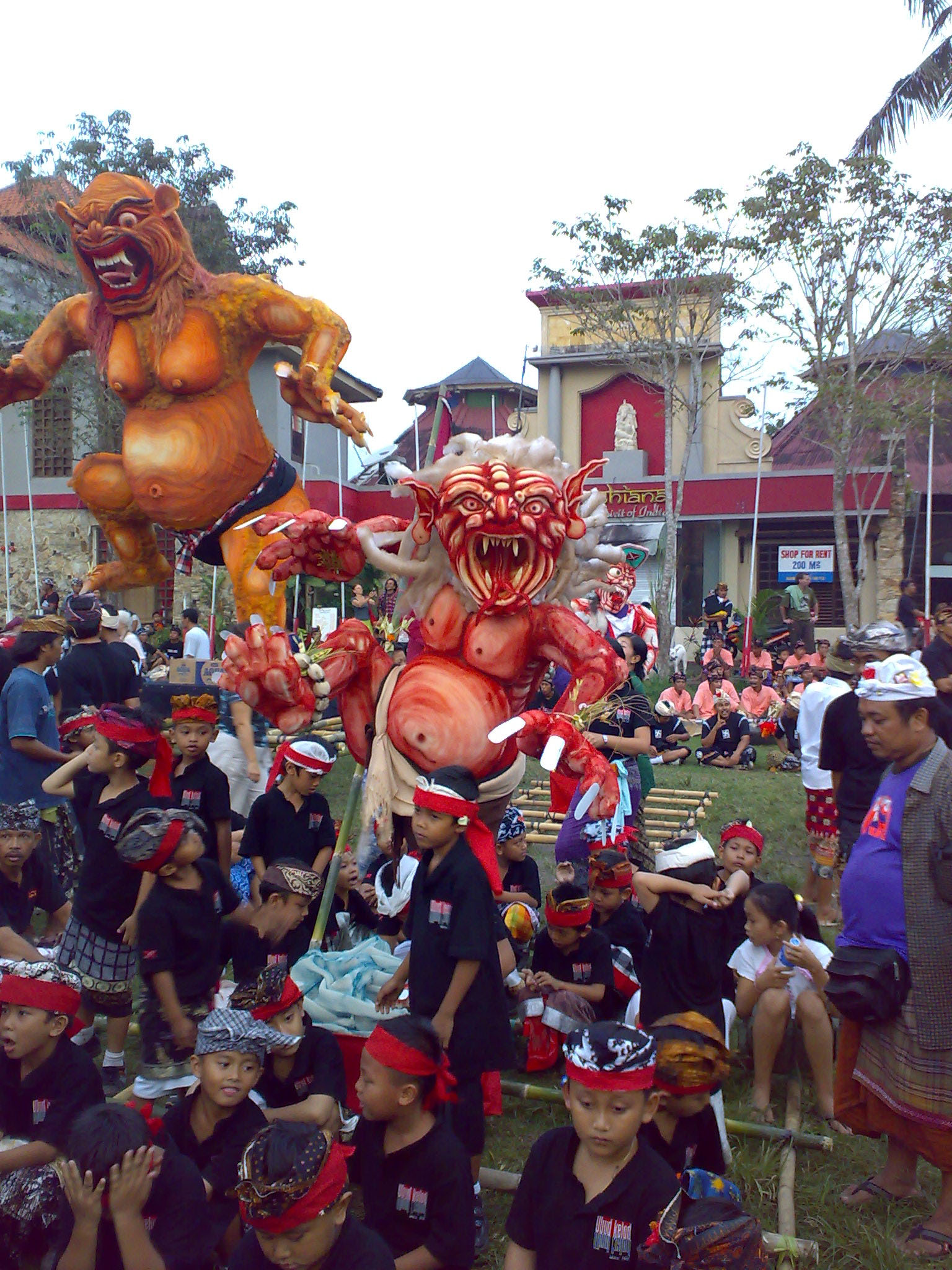
Последний день года включает в себя шествия Бхуты (демоны сверху), за которыми следует Ньепи, праздник молчания.

Проходит с 6 утра до 6 утра следующего утра, Ньепи — день, предназначенный для рефлексии, и поэтому все, что может помешать этой цели, ограничено.
Почти полностью отсутствует освещение; это не рабочий день без развлечений, без путешествий, а для некоторых без разговоров и еды.
Результатом этих запретов является то, что обычно шумные улицы и дороги Бали пусты, нет шума от телевизоров и радиоприемников, признаков активности не видно даже внутри домов.
Единственные люди, которых можно увидеть на открытом воздухе — это Печаланг, традиционные охранники, которые патрулируют улицы, чтобы обеспечить соблюдение правил.

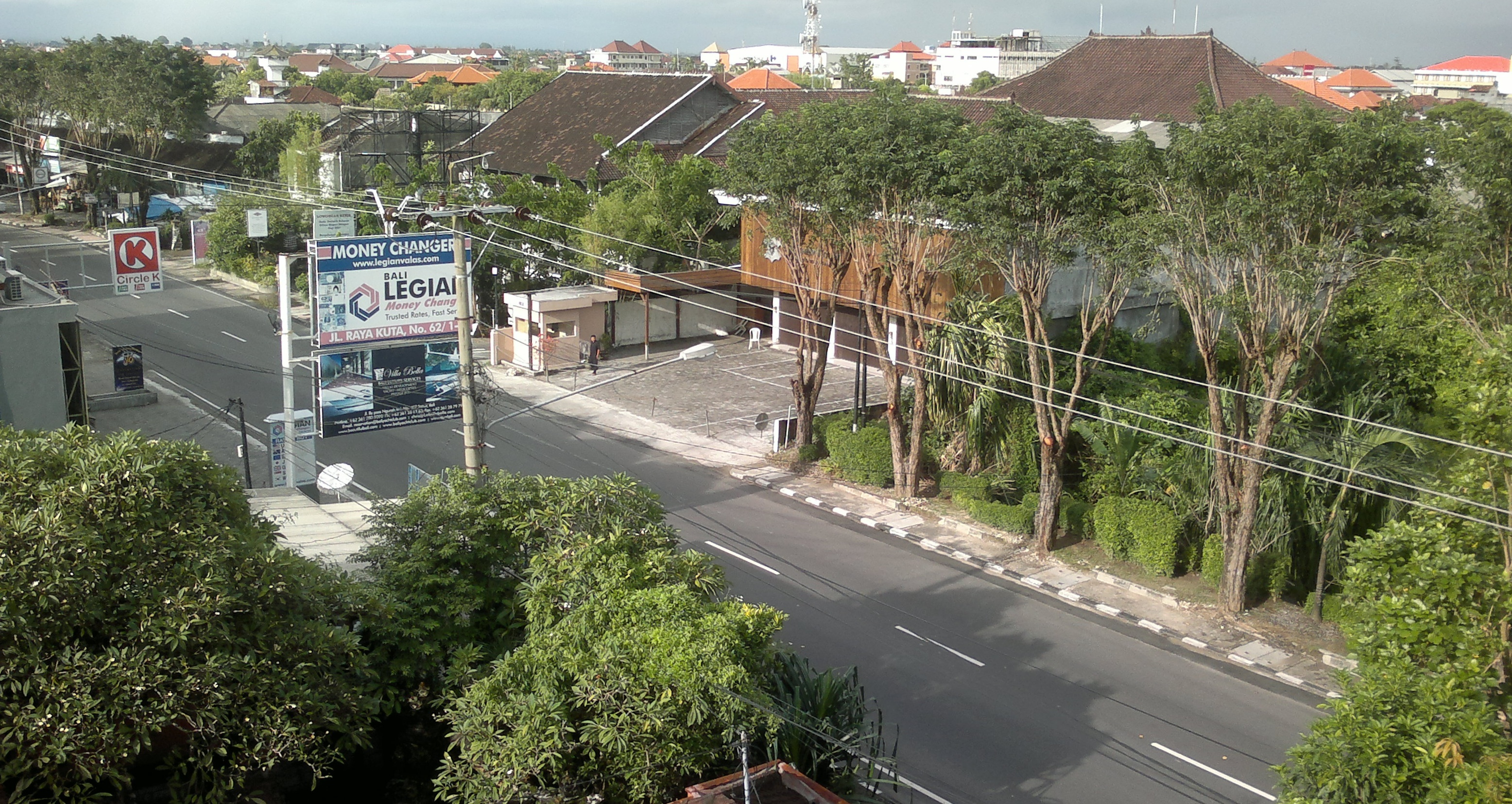
Пустынная улица во время Ньепи.

Хотя Ньепи прежде всего индуистский праздник, неиндуистские жители и туристы не освобождаются от ограничений.
Они могут свободно делать то, что хотят в своих отелях, но никому не разрешается выходить на пляжи или улицы, и единственный аэропорт на Бали остается закрытым в течение всего дня.
Исключениями являются автомобили скорой помощи.
На следующий день после Ньепи, известного как Нгембак Джени («Зажигание огня»), социальная активность быстро возобновляется.
Семьи и друзья собираются, чтобы попросить прощения друг у друга и вместе выполнить определенные религиозные ритуалы.
Огонь и электричество снова разрешены, и приготовление пищи возобновляется.
Это самый старый ритуал, отмечаемый в истории человечества.
Перед днём Ньепи балийцы носят по улицам скульптуры ого-ого, которые в конечном итоге сжигают либо той же ночью, либо через пару дней.

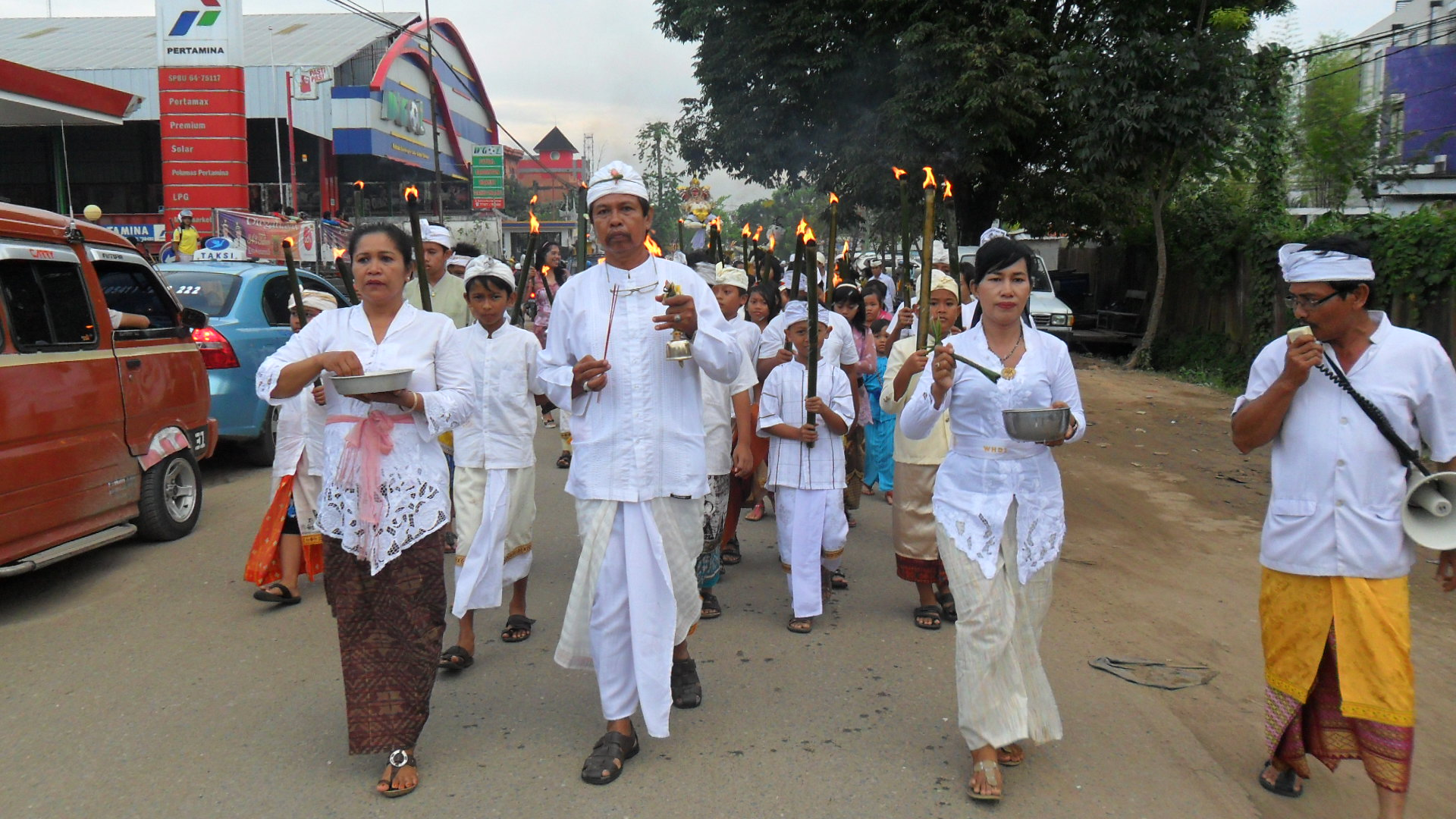
Ритуальное шествие накануне Ньепи, отмечалось днем ранее.
Дети несут факелы пламени, которые зажгли костры, чтобы символически сжечь злых духов.

## Даты
| год  | Балийский год | Дата     |
| ---- | ------------- | -------- |
| 2009 | 1931          | 26 марта |
| 2010 | 1932          | 16 марта |
| 2011 | 1933          | 5 марта  |
| 2012 | 1934          | 23 марта |
| 2013 | 1935          | 12 марта |
| 2014 | 1936          | 31 марта |
| 2015 | 1937          | 21 марта |
| 2016 | 1938          | 9 марта  |
| 2017 | 1939          | 28 марта |
| 2018 | 1940          | 17 марта |
| 2019 | 1941          | 7 марта  |
| 2020 | 1942          | 25 марта |
| 2021 | 1943          | 14 марта |
| 2022 | 1944          | 3 марта  |
| 2023 | 1945          | 22 марта |
| 2024 | 1946          | 11 марта |
| 2025 | 1947          | 29 марта |
| 2026 | 1948          | 19 марта |